# Princes Lakes (Indiana)
Princes Lakes es un pueblo ubicado en el condado de Johnson en el estado estadounidense de Indiana. En el Censo de 2010 tenía una población de 1312 habitantes y una densidad poblacional de 333,27 personas por km².

## Geografía
Princes Lakes se encuentra ubicado en las coordenadas 39°21′6″N 86°6′32″O / 39.35167, -86.10889. Según la Oficina del Censo de los Estados Unidos, Princes Lakes tiene una superficie total de 3.94 km², de la cual 3.49 km² corresponden a tierra firme y (11.32%) 0.45 km² es agua.

## Demografía
Según el censo de 2010, había 1312 personas residiendo en Princes Lakes. La densidad de población era de 333,27 hab./km². De los 1312 habitantes, Princes Lakes estaba compuesto por el 98.78% blancos, el 0.15% eran afroamericanos, el 0.38% eran amerindios, el 0.3% eran asiáticos, el 0% eran isleños del Pacífico, el 0.08% eran de otras razas y el 0.3% pertenecían a dos o más razas. Del total de la población el 0.91% eran hispanos o latinos de cualquier raza.